# Sean Smith (fotojornalista)
Sean Smith é um fotógrafo e cineasta britânico. Ele cobriu reportagem de conflitos armados no Iraque, Afeganistão, Líbano e República Democrática do Congo. Ele trabalha no jornal The Guardian desde 1988.
 

As reportagens em vídeo de Smith apareceram no programa Newsnight, no Channel 4 News e no ABC News dos Estados Unidos. 